# Mecánica de Nambu
En matemáticas, la dinámica de Nambu es una generalización de la mecánica hamiltoniana que involucra múltiples hamiltonianos. La mecánica hamiltoniana está basada en los flujos generados por un hamiltoniano continuamente diferenciable sobre una variedad simpléctica. Los flujos son simplectomorfismos y por tanto obedecen el teorema de Liouville. Pronto, esto se generalizó a flujos generados por un hamiltoniano sobre una variedad de Poisson. En 1973, Yoichiro Nambu propuso una generalización utilizando variedades de Nambu-Poisson con más de un hamiltoniano

## Corchete de Nambu
En particular, se considera una variedad diferenciable {\displaystyle M}, para un cierto entero {\displaystyle N\geq 2}; se tiene una aplicación suave {\displaystyle N}-lineal de {\displaystyle N} copias de {\displaystyle C^{\infty }(M)} en sí mismas, tal que es completamente antisimétrico, el corchete de Nambu:
{\displaystyle \{h_{1},\ldots ,h_{N-1},\cdot \}:C^{\infty }(M)\times \cdots C^{\infty }(M)\rightarrow C^{\infty }(M),}
que actúa como una derivación,
{\displaystyle \{h_{1},\ldots ,h_{N-1},fg\}=\{h_{1},\ldots ,h_{N-1},f\}g+f\{h_{1},\ldots ,h_{N-1},g\},}
es decir, la identidad de Filippov, análoga a la identidad de Jacobi pero, al contrario que esta, no antisimétrica en todos los argumentos. Para {\displaystyle N\geq 2}:
{\displaystyle \{f_{1},\cdots ,~f_{N-1},~\{g_{1},\cdots ,~g_{N}\}\}=\{\{f_{1},\cdots ,~f_{N-1},~g_{1}\},~g_{2},\cdots ,~g_{N}\}+\{g_{1},\{f_{1},\cdots ,f_{N-1},~g_{2}\},\cdots ,g_{N}\}+\dots } {\displaystyle +\{g_{1},\cdots ,g_{N-1},\{f_{1},\cdots ,f_{N-1},~g_{N}\}\},}
de forma que {\displaystyle \{f_{1},\ldots ,f_{N-1},\cdot \}} actúa como una derivación generalizada sobre el producto {\displaystyle \{\cdot ,\ldots ,\cdot \}}.

## Hamiltonianos y flujo
Existen {\displaystyle N-1} hamiltonianos, {\displaystyle H_{1},\cdots ,H_{N-1}}, que generan un flujo incompresible,
{\displaystyle {\frac {d}{dt}}f=\{f,H_{1},\ldots ,H_{N-1}\},}
La velocidad en el espacio de fases no tiene divergencia, por lo que se cumple el teorema de Liouville. El caso {\displaystyle N=2} se reduce a una variedad de Poisson y a la mecánica hamiltoniana convencional.
Para {\displaystyle N} pares mayores, los {\displaystyle N-1} hamiltonianos se identifican con el número maximal de invariantes del movimiento independientes (o cantidades conservadas) que caracterizan un sistema superintegrable que evoluciona en un espacio de fases {\displaystyle N}-dimensional. Estos sistemas también se pueden describir utilizando dinámica hamiltoniana convencional, pero su descripción en el marco de la mecánica de Nambu es sustancialmente más elegante e intuitiva, ya que los invariantes tienen la misma situación geométrica que el hamiltoniano: la trayectoria en el espacio de fases es la intersección de las {\displaystyle N-1} hipersuperficies especificadas por estos invariantes. Así, el flujo es perpendicular a todos los {\displaystyle N-1} gradientes de estos hamiltonianos, y por tanto paralelo al producto cruzado generalizado especificado por el corchete de Nambu respectivo.
La mecánica de Nambu se puede extender a la dinámica de fluidos, donde los corchetes de Nambu resultantes son no canónicos y los hamiltonianos se identifican con los operadores de Casimir del sistema, como la enstrofía o la helicidad.
La cuantización de la dinámica de Nambu lleva a estructuras de gran interés, que coinciden con la cuantización convencional cuando se tratan sistemas superintegrables, como es de esperar.